# Плазмодій
Плазмо́дій (Plasmodium) — рід апікомплексних паразитів, які спричинюють у ссавців, птахів, рептилій і людей малярію. Був описаний у 1885 році італійськими науковцями Е. Маркіафава і А. Челлі. Станом на початок 2000-х було описано понад 200 видів роду, продовжують відкривати нові.

## Особливості життєвого циклу і будова плазмодія

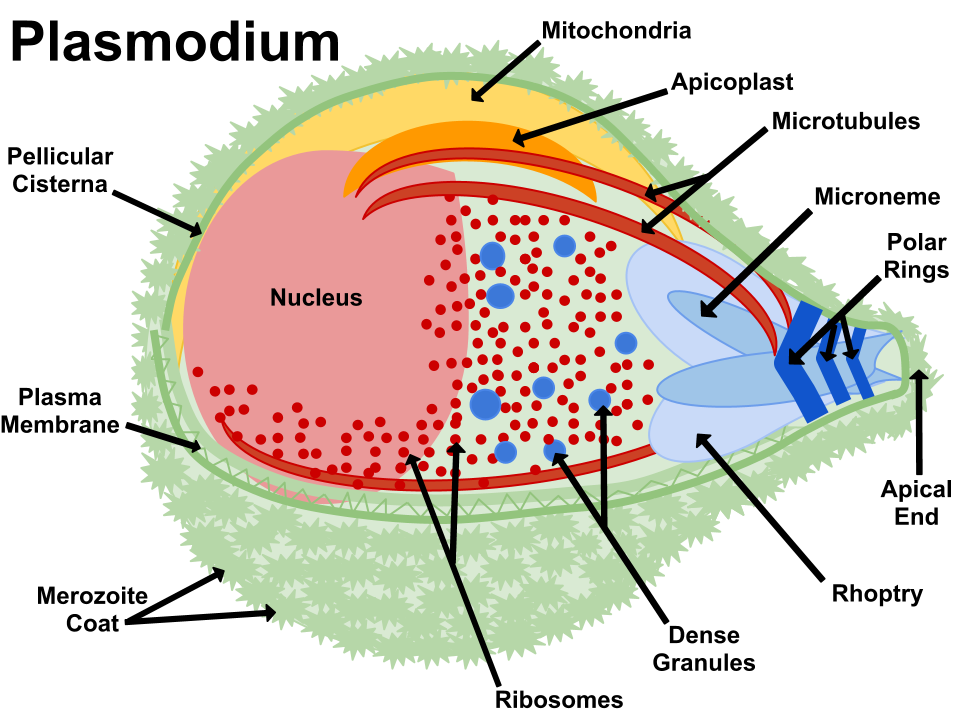
Будова плазмодія.

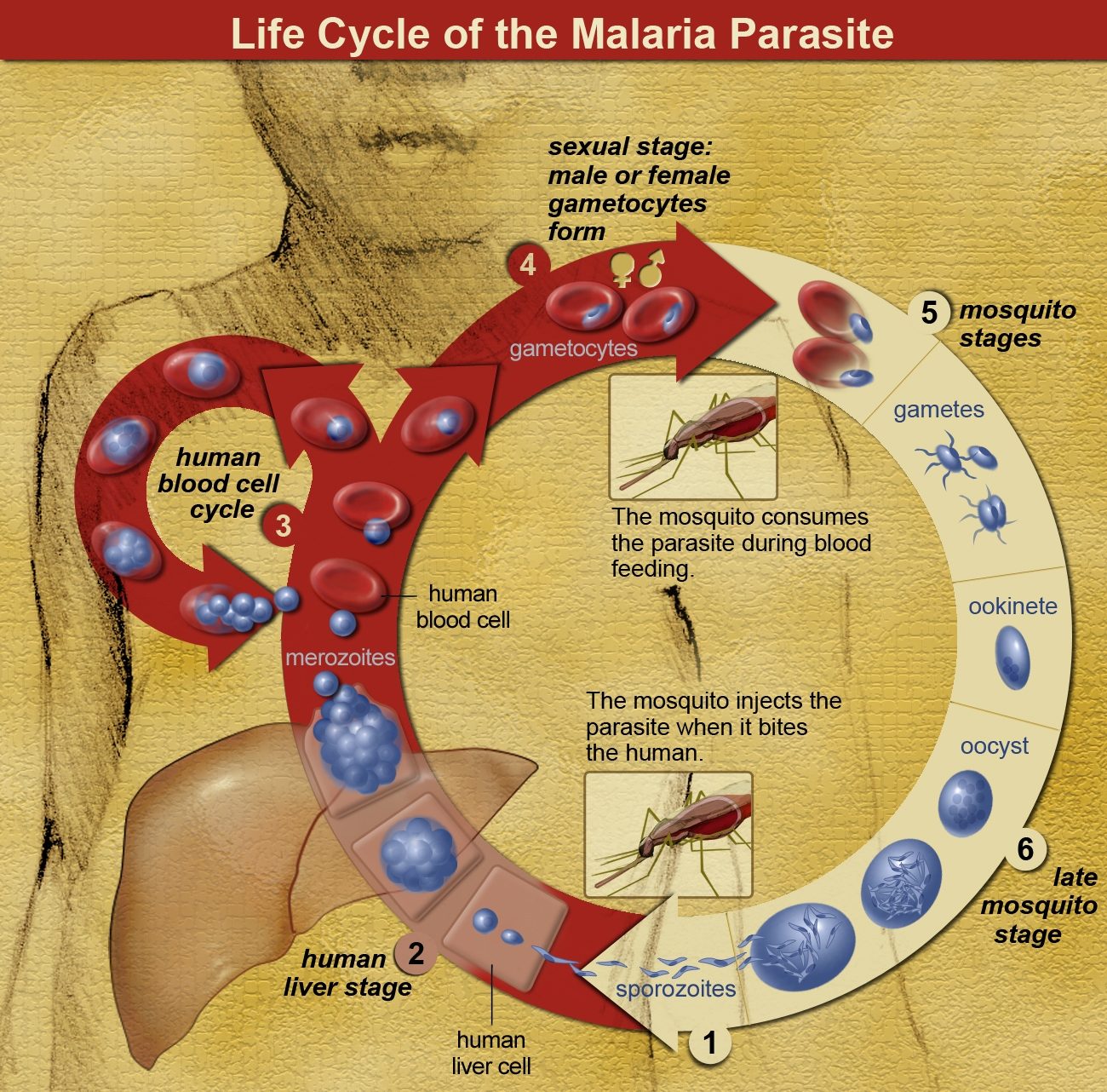
Життєвий цикл плазмоїдів.

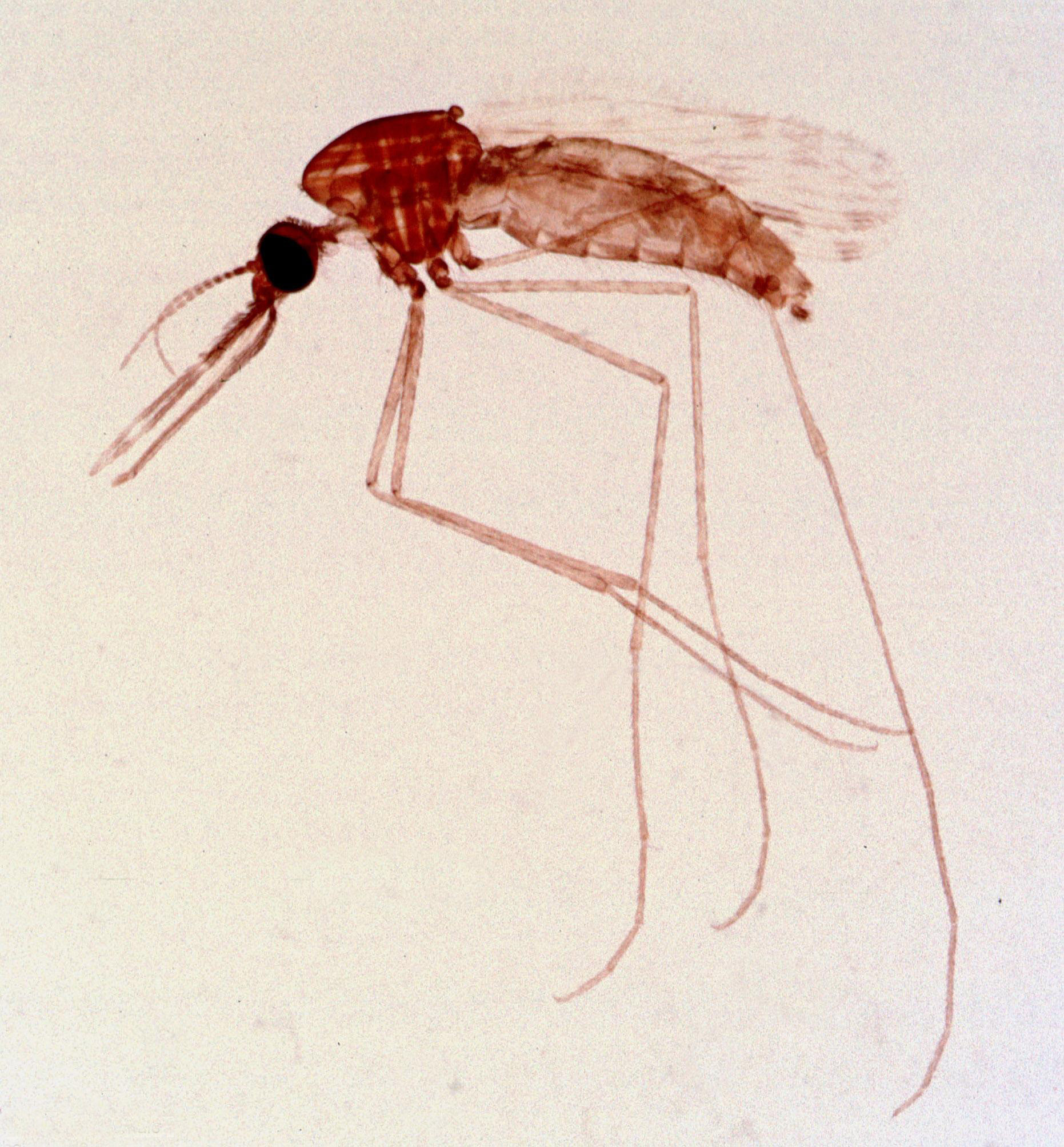
Самка комара роду 'Anopheles.

У циклі розвитку плазмодіїв відбувається чергування:
- безстатеве розмноження шляхом множинного поділу (шизогонія);
- статевий розвиток (спорогонія), який відбувається в організмі комара роду Anopheles.

Принаймні, частина життєвого циклу проходить всередині клітин хазяїв. Рухливі стадії-зоїти, що виконують функцію проникнення в клітину, мають специфічний комплекс органел — апікальний комплекс. Джгутики у плазмодіїв присутні виключно на стадії гамет (статевих клітин).
Плазмодії мають децентроване ядро, містять дефектний хлоропласт, якій зветься апікопластом. Він має еволюційно давнє походження від рослин, у зв'язку з чим плазмодії можуть бути чутливими до гербіцидів. Також плазмодії мають коноїд — спіраль, утворену фібрилами, функція якої полягає в механічному подоланні покривів сприйнятливої клітини. Особливістю плазмодіїв є наявність спеціальних булавоподібних органел — роптріїв (англ. Rhoptry), пов'язаних з ними органелами — мікронемами і полярними кільцями у апікального кінця. Роптрії містять численні ферменти, які розчиняють покриви клітини і тим самим полегшують потрапляння зоїта всередину, а мікронеми відіграють важливу роль у русі і вторгненні в клітини господаря і, як припускають, синтезують речовини, що доповнюють ферменти роптрій.
Всі вивчені види плазмодіїв мають по 14 хромосом, одну мітохондрію й одну рудиментарну пластиду. Довжина кожної хромосоми — від 500 кілобаз до 3,5 мегабаз. На 2008 рік повністю просеквенований геном чотирьох видів — P. falciparum, P. knowlesi, P. vivax і P. yoelli. Загальний розмір їх генома становить близько 25 Мегабаз, геном містить близько 5300 генів.

### Статеве розмноження (спорогонія)
При укусі зараженої людини самкою комара роду Anopheles в її шлунок із гемолімфою потрапляють статеві форми плазмодіїв (гамети або гамонти) — жіночі й чоловічі. Після їх злиття утворюється рухлива оокінета, яка прагне потрапити в підслизовий шар шлунку комара. Потім відбувається низка перетворень, у результаті чого під слизовою шлунка комара утворюється ооциста, що містить до 10000 спорозоїтів. Таких ооцист у однієї особини комара може бути до кількох сотень. Після дозрівання ооциста лопається, спорозоїти вивільняються і з потоком гемолімфи розносяться по всьому організму комара, накопичуючись у великій кількості в слинних залозах. Інфекційність для людей спорозоїти набувають тільки після 2-тижневого перебування в слинних залозах комара, за умови, що температура зовнішнього середовища при цьому буде вище 16 °C. Така заражена самка комара зберігає заразність для людини 1–2 місяці.

### Безстатеве розмноження (шизогонія)
В організмі хазяїна плазмодії проходять 2 безстатевих циклу розвитку:
- екзоеритроцитарна (тканинна) шизогонія — в клітинах печінки;
- еритроцитарна шизогонія — в еритроцитах.

#### Тканинна шизогонія

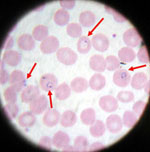
Малярійні плазмодії у крові хворого.

У 1948 році при проведенні пункційної біопсії печінки були виявлені в гепатоцитах (клітинах паренхіми печінки) прееритроцітарні форми плазмодія. Виявилося, що після укусу комара спорозоїти протягом 30 хвилин циркулюють у крові, а потім потрапляють у клітини печінки. Розвиток малярійних плазмодіїв в них відбувається безсимптомно. Це пояснюється порівняно невеликою кількістю уражених клітин і величезними компенсаторними можливостями цього органу. Шляхом тривалих перетворень зі спорозоїтів утворюються тканинні мерозоїти. Так з одного спорозоїта P. vivax утворюється до 10 000 мерозоїтів, P. falciparum — до 50 000, P. ovale — до 15 000, P. malariae — до 7 000. Тривалість тканинної шизогонії становить відповідно 6, 8, 9 і 15 діб.

#### Еритроцитарна шизогонія
Після закінчення стадії тканинної шизогонії мерозоїти надходять у кров і потрапляють в еритроцити. Для кожного виду плазмодія існують різні рецептори на поверхні еритроцита. Так, для збудника вівакс-малярії це так звані антигени Даффі, за відсутності яких захворювання не розвивається. Більшість негрів Африки (90 %) та їхніх нащадків у Північній Америці (70 %) мають Даффі-негативний генотип, у зв'язку з чим вони не хворіють на вівакс-малярію. Для збудника тропічної малярії таким рецептором є білок мембрани — глікофорин.
Після потрапляння в еритроцит мерозоїти також проходять ряд послідовних перетворень: спочатку в еритроцитарні трофозоїти (зростаючі паразити з одним ядром), потім в еритроцитарні шизонти (паразити, які поділяються). Частина мерозоїтів одразу трансформується в гамонти / гаметоцити (статеві форми) — паралельно еритроцитарній шизогонії йде гамонто- або гаметоцитогонія.
Зростаючі паразити живляться гемоглобіном. Тому всі стани, пов'язані з патологією клітинного рецептора, або з патологією самого гемоглобіну (серпоподібноклітинна анемія, носійство аномальних гемоглобінів F, C та E, таласемія і навіть звичайна залізодефіцитна анемія), супроводжуються легшим перебігом малярії. Подібне розвивається і при деяких видах недостатності певних ферментів в еритроциті. При своєму зростанні плазмодій виділяє продукти життєдіяльності, які відкладаються в еритроциті у вигляді різного за забарвленням пігменту — гемозоїну або гематину.
Зрештою, еритроцитарний цикл закінчується, й еритроцит гине. Із нього виходять еритроцитарні мерозоїти. Тривалість циклу еритроцитарної шизогонії у збудника чотириденної малярії та невеликої кількості видів плазмодіїв, які спричинюють малярію у тварин, становить 72 години, у решти — 48 годин. У результаті дії різних імунних факторів захисту організму 95–98 % еритроцитарних мерозоїтів знищується і тільки невелика їх частина продовжує свій розвиток, потрапляючи у доти неуражені еритроцити. Гамонти не розривають еритроцит (крім збудника тропічної малярії). Саме гамонти мають потрапити в організм комара-переносника для повторення циклу розвитку плазмодія. Якщо комар їх не проковтнув, то гамонти гинуть (у різний термін для різних видів).
Детальніші відомості з цієї теми ви можете знайти в статті Малярія.

## Види
Відомо понад 200 видів:
Asiamoeba
- Plasmodium clelandi
- Plasmodium draconis
- Plasmodium lionatum
- Plasmodium saurocordatum
- Plasmodium vastator

Bennetinia
- Plasmodium juxtanucleare

Carinamoeba
- Plasmodium basilisci
- Plasmodium clelandi
- Plasmodium lygosomae
- Plasmodium mabuiae
- Plasmodium minasense
- Plasmodium rhadinurum
- Plasmodium volans

Giovannolaia
- Plasmodium anasum
- Plasmodium circumflexum
- Plasmodium dissanaikei
- Plasmodium durae
- Plasmodium fallax
- Plasmodium formosanum
- Plasmodium gabaldoni
- Plasmodium garnhami
- Plasmodium gundersi
- Plasmodium hegneri
- Plasmodium lophurae
- Plasmodium pedioecetii
- Plasmodium pinnotti
- Plasmodium polare

Haemamoeba
- Plasmodium cathemerium
- Plasmodium coggeshalli
- Plasmodium coturnixi
- Plasmodium elongatum
- Plasmodium gallinaceum
- Plasmodium giovannolai
- Plasmodium lutzi
- Plasmodium matutinum
- Plasmodium paddae
- Plasmodium parvulum
- Plasmodium relictum
- Plasmodium tejera

Huffia
- Plasmodium elongatum
- Plasmodium hermani

Lacertamoeba
- Plasmodium floridense
- Plasmodium tropiduri

Laverania
- Plasmodium billbrayi
- Plasmodium billcollinsi
- Plasmodium falciparum
- Plasmodium gaboni
- Plasmodium reichenowi

Ophidiella
- Plasmodium pessoai
- Plasmodium tomodoni
- Plasmodium wenyoni

Novyella
- Plasmodium ashfordi
- Plasmodium bertii
- Plasmodium bambusicolai
- Plasmodium columbae
- Plasmodium corradettii
- Plasmodium dissanaikei
- Plasmodium globularis
- Plasmodium hexamerium
- Plasmodium jiangi
- Plasmodium kempi
- Plasmodium lucens
- Plasmodium megaglobularis
- Plasmodium multivacuolaris
- Plasmodium nucleophilum
- Plasmodium papernai
- Plasmodium parahexamerium
- Plasmodium paranucleophilum
- Plasmodium rouxi
- Plasmodium vaughani

Nyssorhynchus
- Plasmodium dominicum

Paraplasmodium
- Plasmodium chiricahuae
- Plasmodium mexicanum
- Plasmodium pifanoi

Plasmodium
- Plasmodium bouillize
- Plasmodium brasilianum
- Plasmodium cercopitheci
- Plasmodium coatneyi
- Plasmodium cynomolgi
- Plasmodium eylesi
- Plasmodium fieldi
- Plasmodium fragile
- Plasmodium georgesi
- Plasmodium girardi
- Plasmodium gonderi
- Plasmodium gora
- Plasmodium gorb
- Plasmodium inui
- Plasmodium jefferyi
- Plasmodium joyeuxi
- Plasmodium knowlesi
- Plasmodium hyobati
- Plasmodium malariae
- Plasmodium ovale
- Plasmodium petersi
- Plasmodium pitheci
- Plasmodium rhodiani
- Plasmodium schweitzi
- Plasmodium semiovale
- Plasmodium semnopitheci
- Plasmodium silvaticum
- Plasmodium simium
- Plasmodium vivax
- Plasmodium youngi

Sauramoeba
- Plasmodium achiotense
- Plasmodium adunyinkai
- Plasmodium aeuminatum
- Plasmodium agamae
- Plasmodium balli
- Plasmodium beltrani
- Plasmodium brumpti
- Plasmodium cnemidophori
- Plasmodium diploglossi
- Plasmodium giganteum
- Plasmodium heischi
- Plasmodium josephinae
- Plasmodium pelaezi
- Plasmodium zonuriae

Vinckeia
- Plasmodium achromaticum
- Plasmodium aegyptensis
- Plasmodium anomaluri
- Plasmodium atheruri
- Plasmodium berghei
- Plasmodium booliati
- Plasmodium brodeni
- Plasmodium bubalis
- Plasmodium bucki
- Plasmodium caprae
- Plasmodium cephalophi
- Plasmodium chabaudi
- Plasmodium coulangesi
- Plasmodium cyclopsi
- Plasmodium foleyi
- Plasmodium girardi
- Plasmodium incertae
- Plasmodium inopinatum
- Plasmodium landauae
- Plasmodium lemuris
- Plasmodium melanipherum
- Plasmodium narayani
- Plasmodium odocoilei
- Plasmodium percygarnhami
- Plasmodium pulmophilium
- Plasmodium sandoshami
- Plasmodium traguli
- Plasmodium tyrio
- Plasmodium uilenbergi
- Plasmodium vinckei
- Plasmodium watteni
- Plasmodium yoelli